# Fernando Martín Carreras
 Fernando Martín Carreras (Valencia, 27 augustus 1981) is een gewezen Spaans profvoetballer.

## Loopbaan
Hij begon zijn carrière in de nationale reeksen tijdens het seizoen 2005-2006 bij Benidorm CF, een ploeg spelend in de Segunda División B.  Fernando Martin kende een goed debuut, zowel  op collectief niveau met een 7e positie in de groep III, als op het persoonlijk vlak met 28 wedstrijden. Het seizoen 2006-2007 bleef hij actief bij dezelfde ploeg in dezelfde reeks.  Dit seizoen werd afgesloten met een 9e plaats op collectief niveau. Op persoonlijk vlak speelde hij toen in 28 wedstrijden en scoorde twee doelpunten.
Voor het seizoen 2007-2008, tekende hij voor  Cultural Leonesa, een reeksgenoot uit de Segunda División B, maar  uitkomend in groep II. Het seizoen eindigde in een teleurstellende 11e plaats. Op persoonlijk vlak was Fernando Martin een van de leiders van de ploeg en speelde in het totaal 28 wedstrijden en  scoorde 1 doelpunt.
Vanaf het seizoen 2008-2009 tekende hij voor CD Alcoyano, een andere ploeg uit de Segunda División B, groep III . Met de ploeg uit Alcoy werd hij onder leiding van coach Jose Bordalás kampioen van de reguliere competitie.  De ploeg werd echter in de eindronde uitgeschakeld door FC Cartagena. Fernando Martin maakte een belangrijke fout tijdens de verlenging van de tweede wedstrijd waardoor FC Cartagena de promotie afdwong. In de daaropvolgende ronde van play-offs werd de ploeg geëlimineerd door AD Alcorcón. Fernando Martin sloot het seizoen af met een totaal van 30 wedstrijden gespeeld en scoorde 1 doelpunt.
Het volgende seizoen, 2009-2010, zette hij  voort bij dezelfde club en in dezelfde reeks.  Ditmaal plaatste de ploeg zich voor de play-offs met een vierde plaats in de reguliere competitie. Het team werd in de eerste ronde uitgeschakeld door SD Eibar. Op persoonlijk vlak eindigde hij het seizoen met een totaal van 35 optredens en 3 doelpunten. Ook tijdens het daaropvolgende seizoen 2010-2011 bleef hij bij de club uit. Deze keer bereikte de ploeg de 3de plaats tijdens het reguliere seizoen, dus het zou weer tijdens de play-offs strijden om promotie.
Na drie seizoenen zonder succes voor de ploeg uit Alcoy, werd deze maal de promotie afgedwongen na winst tegen respectievelijk  Real Madrid Castilla, SD Eibar en CD Lugo. Op persoonlijk vlak eindigde Fernando Martin het seizoen met 37 competitiewedstrijden en scoorde 6 doelpunten. Tijdens dit seizoen werd hij aanvoerder en een van de meest geliefde spelers van de fans.  Het seizoen 2011-2012 begon in de Segunda División A  op een aanvaardbare wijze, maar na een dramatische terugronde eindigde de ploeg op een 21ste plaats en degradeerde de ploeg na één jaar in de zilveren afdeling. Fernando Martin beëindigde het seizoen met 25 wedstrijden gespeeld en 2 doelpunten gescoord.
Voor het seizoen 2012-2013 tekende hij een contract bij FC Cartagena.  Hij werd onmiddellijk een van de smaakmakers van de geslaagde competitiestart. In december sloeg echter het noodlot toe en een knieblessure zou hem vier maanden uit de ploeg houden. Doordat deze afwezigheid zo lang zou duren, aanvaardde de federatie dat hij als een niet actieve speler gezien kon worden.  Daarom werd hij vervangen door zijn ploegmakker van vorig seizoen Álvaro García Cantó.  Zijn positie op het veld werd overgenomen door oudgediende Mariano Sanchez Martinez.  Toen die tijdens de 23ste speeldag een doelpunt scoorde tegen Atlético Sanluqueño, bleek dat hij een shirt met het rugnummer 4 van Martin droeg onder zijn shirt.  Dit als teken om de speler een snelle genezing toe te wensen.  Maar hij kwam dat seizoen niet meer terug in actie.  Toen in de seizoensaanvang van 2013-2014 bleek dat de speler niet volledig hersteld was, werd zijn contract midden augustus verbroken en werd hij vervangen door Francisco Javier Tarantino Uriarte, die voor één jaar gehuurd werd van CD Tenerife.  De speler betwistte deze beslissing voor de rechtbank.  Om te bewijzen dat hij wel volledig genezen was, tekende hij einde augustus een contract bij reeksgenoot Ontinyent CF.  De ploeg kende een heel moeilijk seizoen en eindigde laatste en kon zo haar behoud niet bewerkstelligen.
Voor het seizoen 2014-2015 kwam hij uit voor het bescheide La Nucia, een ploeg uit de Tercera División.
Na een seizoen keerde hij terug voor het seizoen 2015-2016 bij Ontinyent CF, dat nog steeds in Tercera División speelde.